# مدال افتخار آی‌تریپل‌ئی
مدال افتخار آی‌تریپل‌ئی (به انگلیسی: IEEE Medal of Honor) عالی‌ترین افتخار اعطا شده توسط مؤسسه مهندسان برق و الکترونیک است. این مدال به افراد نقش داشته در دستاوردهای استثنایی در زمینه‌های فعالیت آی‌تریپل‌ئی اعطا می‌شود و اعتبار بالایی در مجامع علمی دارد. در میان اسامی دریافت کنندگان این مدال نام برخی از دریافت کنندگان جایزه نوبل به چشم می‌خورد. اولین مدال افتخار مؤسسه مهندسان برق و الکترونیک در سال ۱۹۱۷ به ادوین آرمسترانگ به خاطر ابداع رادیوی براساس مدولاسیون فرکانس (اِف‌اِم) داده شد. جایزهٔ داده شده شامل یک مدال طلا، مشابه برنزی مدال، گواهی نامه و جایزهٔ مالی است.
در ابتدا این جایزه توسط انجمن مهندسان رادیو و با نام مدال افتخار انجمن مهندسان رادیو بنیان گذارده شد و در سال ۱۹۶۳ بعد از ادغام انجمن مهندسان رادیو با مؤسسه مهندسان برق و الکترونیک به مدال افتخار مؤسسه مهندسان برق و الکترونیک (مدال افتخار آی‌تریپل‌ئی) تغییر نام داد.
در میان دریافت کنندگان این جایزه می‌توان به نورمن رمزی، برندهٔ جایزه نوبل در فیزیک، جان باردین، برندهٔ دو جایزه نوبل در فیزیک، جک کیلبی برندهٔ جایزهٔ نوبل در فیزیک و لطفی زاده،  ریاضی‌دان ایرانی و پایه‌گذار منطق فازی اشاره کرد.

## برندگان
| سال  | نام برنده              | ملیت             |
| ---- | ---------------------- | ---------------- |
| ۱۹۱۷ | ادوین هاوارد آرمسترانگ | آمریکایی         |
| ۱۹۲۰ | گولیلمو مارکونی        | آیتالیایی        |
| ۱۹۲۱ | رجینالد ابری فسندن     | کانادایی         |
| ۱۹۳۳ | جان آمبروز فلمینگ      | بریتانیایی       |
| ۱۹۴۶ | رالف هارتلی            | آمریکایی         |
| ۱۹۵۱ | ولادیمیر زورکین        | روسی/آمریکایی    |
| ۱۹۶۰ | هری نایکوئیست          | آمریکایی         |
| ۱۹۶۲ | ادوارد ویکتور اپلتون   | بریتانیایی       |
| ۱۹۶۶ | کلود شانون             | آمریکایی         |
| ۱۹۶۷ | چارلز هارد تاونز       | آمریکایی         |
| ۱۹۷۰ | دنیس گابور             | مجار/بریتانیایی  |
| ۱۹۷۱ | جان باردین             | آمریکایی         |
| ۱۹۸۰ | ویلیام شاکلی           | آمریکایی         |
| ۱۹۸۱ | سیدنی دارلینگتون       | آمریکایی         |
| ۱۹۸۲ | جان توکی               | آمریکایی         |
| ۱۹۸۳ | نیکولاس بلومبرگر       | هلندی/آمریکایی   |
| ۱۹۸۴ | نورمن فاستر رمزی       | آمریکایی         |
| ۱۹۸۶ | جک کیلبی               | آمریکایی         |
| ۱۹۸۷ | پال لاتربور            | آمریکایی         |
| ۱۹۹۱ | لئو ایساکی             | ژاپنی            |
| ۱۹۹۵ | لطفی زاده              | ایرانی/آمریکایی  |
| ۲۰۰۲ | هربرت کرومر            | آلمانی/آمریکایی  |
| ۲۰۰۷ | تامس کایلات            | هندی             |
| ۲۰۰۸ | گوردون مور             | آمریکایی         |
| ۲۰۱۲ | جان هنسی               | آمریکایی         |
| ۲۰۱۳ | اروین ام. جیکابز       | آمریکایی         |
| ۲۰۱۴ | بی جایانت بالیگا       | هندی/آمریکایی    |
| ۲۰۱۶ | میلدرد درسلهاوس        | آمریکایی         |
| ۲۰۱۶ | دیو فورنی              | آمریکایی         |
| ۲۰۱۷ | کیس اسخوهامر ایمینک    | هلند             |
| ۲۰۱۸ | بردفورد پارکینسون      | آمریکایی         |
| ۲۰۱۹ | کرت پیترسن             | آمریکایی         |
| ۲۰۲۰ | چنمینگ هو              | تایوانی-آمریکایی |
| ۲۰۲۱ | یعقوب زیو              | فلسطینی          |